# Ligne 119A (Infrabel)
 (septembre 2022).
Si vous disposez d'ouvrages ou d'articles de référence ou si vous connaissez des sites web de qualité traitant du thème abordé ici, merci de compléter l'article en donnant les références utiles à sa vérifiabilité et en les liant à la section « Notes et références ».
La ligne 119A, était une courte ligne de chemin de fer belge qui reliait les gares de Jumet-Brûlotte et Marchienne-Est. Le dernier tronçon, repris sous le nom de ligne 255 est fermé vers 1965 et démonté en 1968.

## Histoire
L'arrêté royal du 21 juillet 1866 et la convention passée le même jour concèdent aux Bassins houillers du Hainaut la construction de plusieurs lignes ferroviaires dont le « chemin de fer de ceinture autour de Charleroi » ; divers embranchements à la ligne de ceinture ainsi qu'un chemin de fer de Piéton à Gosselies avec embranchements vers Luttre et Châtelineau. Le chemin de fer de ceinture doit notamment relier Marchienne-au-Pont à Jumet, gare où conversent plusieurs des lignes concédées.
La société anonyme tarde cependant à démarrer la construction de ce réseau devant desservir les industries et communes périphériques, les reliant aux lignes existantes, et seule une partie de ce réseau — destiné à être exploité par les chemins de fer de l’État — est réalisée avant la faillite des sociétés de Simon Philippart en 1877. L’État belge reprend les travaux à son compte par l’intermédiaire d'une société de construction privée qui achève les sections manquantes au début des années 1880.
La ligne de chemin de fer reliant Marchienne à Jumet est mise en service le 8 mars 1880 par l'Administration des chemins de fer de l’État belge. Aboutissant sur la ligne de Bruxelles à Charleroi, en service depuis 1843, à la hauteur de la gare de Marchienne-Est (qui ne sera inaugurée qu'en 1881), elle donne accès à l'important nœud ferroviaire de Marchienne aux trains partant de la gare de Jumet-Brûlotte et des nombreux raccordements aux mines de charbon environnantes.
Le trafic voyageurs croît au fil des ans avec l'ouverture en 1883 et 1885 des premières haltes intermédiaires : Lodelinsart-Ouest et Docherie-Bierraux auxquelles s'ajoutent deux points d'arrêt : Chemin Puissant en 1886 et le Bougnou à une date inconnue. En 1886, les arrêts de la ligne sont desservis par des trains-tramways (omnibus légers) reliant Gosselies à Damprémy.
La ligne de Marcinelle à Louvain via Lodelinsart, actuelle ligne 140, étant jusqu'en 1897 aux mains d'un chemin de fer privé, le Grand Central Belge, l'itinéraire en grande partie parallèle amorcé par la ligne 119A permet d'accéder aux hauteurs de Charleroi moyennant un rebroussement à Jumet. À partir de 1898, les trains de marchandises de l’État pourront néanmoins utiliser cet itinéraire plus direct.
Entre la Sambre et le Canal de Bruxelles à Charleroi, une série de raccordements desservant notamment les usines sidérurgiques de la Providence sont venus se greffer à la ligne 119. Du côté de Jumet en revanche, la ligne ne fait qu'enjamber un chemin de fer reliant la gare de Lodelinsart aux nombreuses usines et charbonnages, aboutissant à Jumet-Coupe, à quelques centaines de mètres de la gare de Jumet-Brûlotte mais à 20 m en contrebas. La gare de Lodelinsart-Ouest a possédé sa propre cour à marchandises et celle de la Docherie expédiait et recevait la plupart des marchandises des catégories 1 à 4.
Durant la Première Guerre mondiale, de nombreux points d'arrêt et haltes ferment au trafic des voyageurs. Celle du Chemin Puissant n'est pas rouverte après le conflit tandis que Lodelinsart-Ouest et Docherie-Bierraux sont rouverts en 1935, en tant que simples points d'arrêt. La desserte voyageurs est suspendue définitivement pendant ou peu après la Seconde Guerre. La section de Marchienne à Lodeinsart-Ouest n'ayant plus d'utilité, elle est déclassée en 1949. Le dernier tronçon entre la Sambre et le canal étant abandonné et remblayé durant les années 1950-1960 lors de l'élargissement du Canal Charleroi-Bruxelles. La ligne 260 étant surélevée et l'embranchement vers le puits Saint-Théodore (fosse du Bièraux) jusqu'ici tributaire de la ligne 119A est reconstruit sur une section parallèle avec un nouveau pont, toujours visible en 2022 bien qu'abandonné. Un pont à arche sur une ancienne route est l'un des derniers vestiges visibles de la ligne à cet endroit ; la section aboutissant à la gare de Marchienne-Est ayant entièrement disparu lors d'un agrandissement de l'usine sidérurgique.

### Ligne 255
Les 2 km de ligne entre Jumet-Brûlotte et Lodelinsart-Ouest resteront desservis par la SNCB jusqu'en 1964 ou 1965. Cette section avait été renommée comme ligne industrielle 255. Les voies sont finalement retirées au plus tard en 1968 et la gare de Jumet sera complètement abandonnée à l'issue des années 1980.

### Après le chemin de fer
La section comprise entre la gare de Marchienne-Est (fermée en 1993 et démolie) et le terril Saint-Théodore a été pratiquement effacée du paysage par des réaménagements successifs lors de la seconde moitié du XXe siècle. Le pont sur le canal de la ligne 260E est postérieur à l'abandon de la ligne et se trouve en retrait par rapport à l'axe de la ligne.
La rue du Dr. Moret est en grande partie implantée sur l'ancienne voie ferrée et comprend notamment l'ancienne maison de garde-barrière voisine du bâtiment, démoli, de la gare de la Docherie, ainsi qu'une autre maison de garde à l'angle de la rue Arthur Vandermeulen. La tranchée ferroviaire a été comblée mais l'on remarquait encore une rambarde du pont de la rue Émile Vandervelde en 2021. Au nord de la gare de Lodelinsart-Ouest, remplacée par un ensemble d'immeubles, le remblai de la voie ferrée est en partie présent, envahi par la végétation, et les culées du pont métallique sur le ligne 264 sont toujours visibles. Le chemin Puissant est devenu la rue du même nom et possède encore sa maisonnette où vivait le garde-barrière qui entretenait aussi le point d'arrêt, le reste de la ligne se trouve sur des propriétés privées et est partiellement bâti.